# Morena scanalata

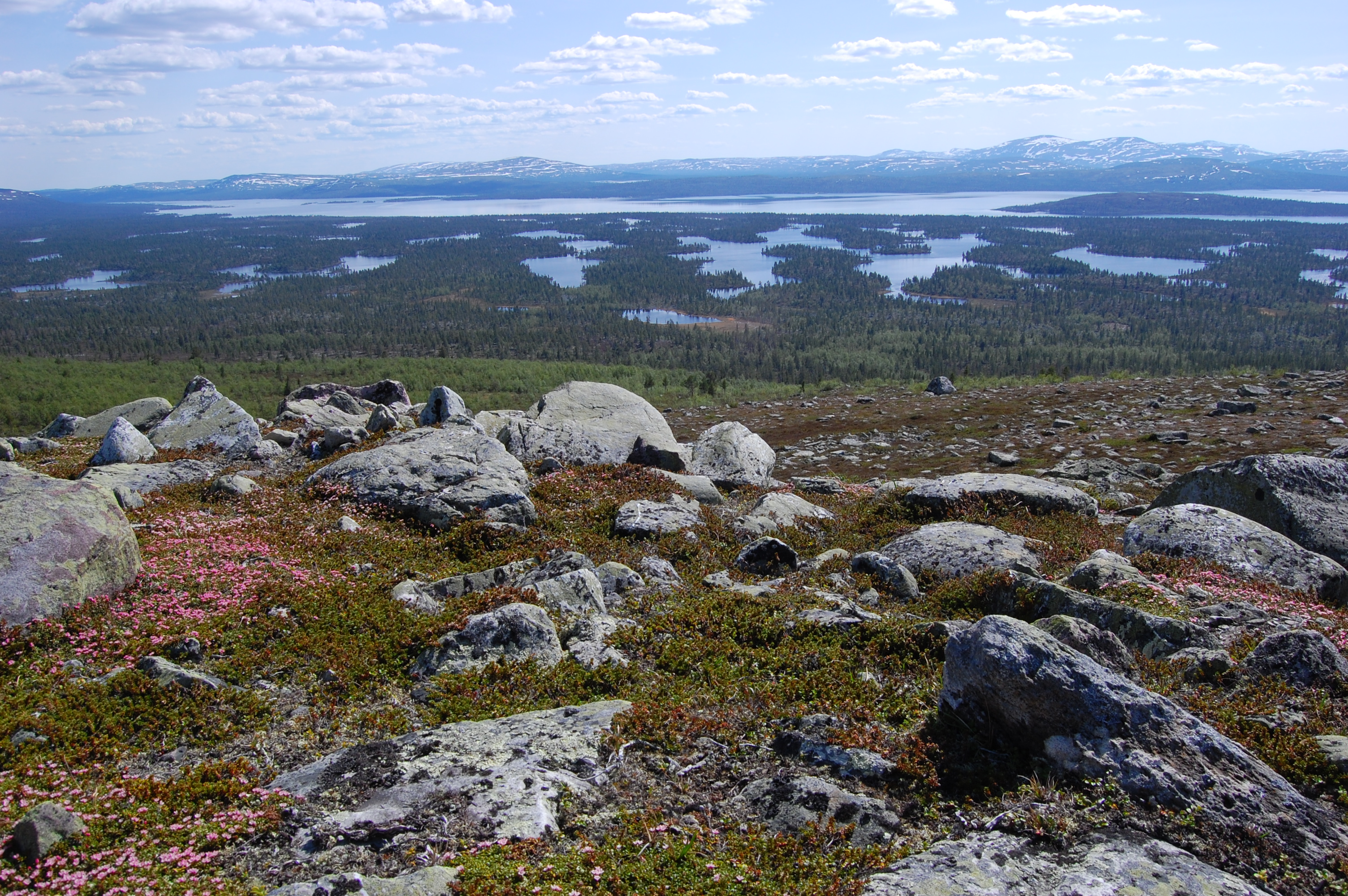
Lago Rogen (Svezia) visto da settentrione. Le creste imboschite nel lago sono 'morene Rogen' tipiche di questo luogo

Una morena Rogen o morena scanalata (in lingua inglese rispettivamente Rogen moraine e ribbed moraine) è un tipo di conformazione morenica subglaciale (i.e. sottostante a un ghiacciaio vallivo o ghiacciaio continentale), che principalmente si trova in Fennoscandia, Scozia, Irlanda e Canada. Le morene scanalate si estendono su vaste aree che sono state coperte di ghiaccio, e si trovano in quelle che si è ipotizzato fossero le zone centrali dei ghiacciai continentali. La morena Rogen deve il suo nome al Lago Rogen nella provincia di Härjedalen, Svezia, laddove esiste tale tipo conformazione.
Queste forme geomorfologiche si trovano raggruppate spesso a distanza ravvicinata e regolarmente distanziate. Sono costituite da detriti glaciali, di cui il till è il componente più comune. Le singole morene sono grandi, con creste ondulate orientate trasversalmente al flusso di ghiaccio. Molto vicini, di frequente, si trovano i drumlin, la cui formazione spesso si ritiene avvenuta contemporaneamente alle morene Rogen. Sebbene le dimensioni di questo tipo di morena possano variare in modo considerevole, la più comune distribuzione sembra essere di 10-30 metri in altezza, 150-300 metri in larghezza e 300-1200 metri in lunghezza.
L'esatta dinamica della formazione delle morene di Rogen non è nota, ma fin dagli anni settanta, sono state proposte quattro principali teorie sulla loro formazione:
- Le dune subacquee (megaripples) erose nel ghiaccio basale si riempivano durante le dirompenti inondazioni subglaciali.[6]
- Le conformazioni geologiche già esistenti, come drumlin e increspature (flutes)[7] o morene marginali[5] sono rimodellate a causa di un mutamento di ~90° nella direzione del flusso di ghiaccio.[5][7]
- Il ghiaccio basale ricco di detriti o i sedimenti preesistenti sono tranciati e accatastati, o piegati durante il flusso glaciale compressivo[8].
- Gli strati di sedimenti diventano fratturati ed estesi, durante una transizione del ghiacciaio sovrastante, da ghiaccio freddo a ghiaccio [relativamente] caldo.[1][senza fonte]

Tuttavia, è stato suggerito che, a causa delle differenti caratteristiche morfologiche mostrate dalla morena Rogen, diversi processi potrebbero essere stati capaci di crearla. Ciò significa che tutti e quattro i processi menzionati sopra potrebbero essere attendibili. Le diverse teorie che propongono una formazione nei pressi o lungo il margine glaciale sono state ampiamente abbandonate. Alcune di queste ipotizzavano che le morene Rogen avessero origine da una serie di morene terminali, e che si formassero in associazione con il distacco del ghiaccio terminale nei laghi glaciali, o nel ghiaccio "morto", laddove il materiale supraglaciale cadeva dentro i crepacci nel ghiaccio.